# Claes Cornelisz. Moeyaert
Claes Cornelisz. Moeyaert ou Claes Corneliszoon Moeyaert ou Nicolaes Moyaert (1592, Durgerdam - 1655, Amsterdam) est un peintre néerlandais du siècle d'or. Il est connu pour ses peintures de scènes religieuses, de scènes mythologiques, de scènes de genre, de portraits et de paysages.

## Biographie
Claes Cornelisz. Moeyaert est né en 1591 à Durgerdam aux Pays-Bas. 
L'artiste est actif à Amsterdam entre 1612 et 1655. Il est influencé par Rembrandt, tout comme ce dernier, il utilise la pierre de sanguine pour effectuer ses dessins. À l'âge de 25 ans, il épouse Grietje Claes. Ses œuvres de paysages italianisants viennent étayer l'hypothèse selon laquelle il aurait séjourné une courte période en Italie.
Il a vraisemblablement travaillé avec Pieter Lastman dans son atelier de la rue Sint Antoniesbreestraat à Amsterdam. Moeyaert a peint de nombreuses scènes bibliques et mythologiques. Il a même conçu un arc de triomphe pour célébrer la venue de Marie de Médicis à Amsterdam. Le 1er septembre 1638, il est le témoin de son arrivée à Amsterdam.
Il est le père de trois enfants, dont deux sont soignés pour retard mental. L'artiste est un homme très riche car ses affaires sont plutôt prospères, il détient des parts dans la société du marchand d'art, Hendrick van Uylenburgh, oncle de l'épouse de Rembrandt, Saskia van Uylenburgh. Il codirige également, pendant de nombreuses années, avec le poète Jan Vos, le théâtre de Van Campen.
Les peintres Nicolaes Berchem, Salomon Koninck, Paulus Potter, Jacob van der Does et Jan Baptist Weenix sont ses élèves.
Il meurt en 1655 à Amsterdam.

## Œuvres
- Les hommes d'Emmaüs[2], Musée Bredius, La Haye
- Les bergers près d'une ruine classique[2], Musée Bredius, La Haye
- La rencontre de Jacob et Rachel[3], Rijksmuseum, Amsterdam
- Mooy-Aal et ses prétendants[4], Rijksmuseum, Amsterdam
- La parabole de la onzième heure[5], Musée des Beaux-Arts, Chambéry
- Paysage nocturne[6], Musée des Beaux-Arts, Chambéry
- Le triomphe de Bacchus[7], Mauritshuis, La Haye
- Mercure et Hersé[8], Mauritshuis, La Haye
- La Résurrection de Lazare (1652), huile sur toile, 86 × 108 cm, Musée des beaux-arts de Reims[9]

"
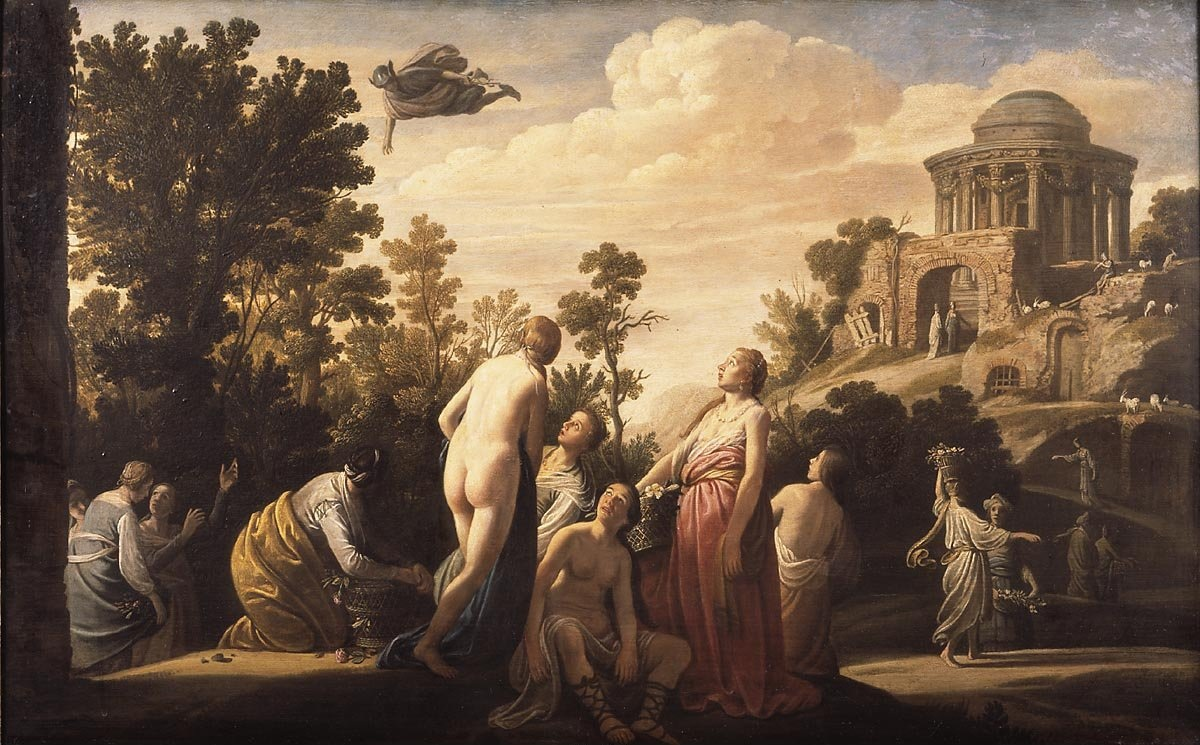
Mercure et Herse (1624) Mauritshuis
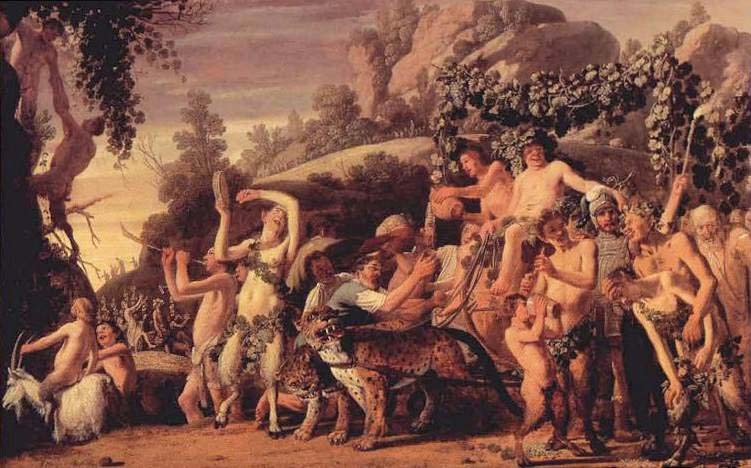
Le Triomphe de Bacchus (1624) Mauritshuis
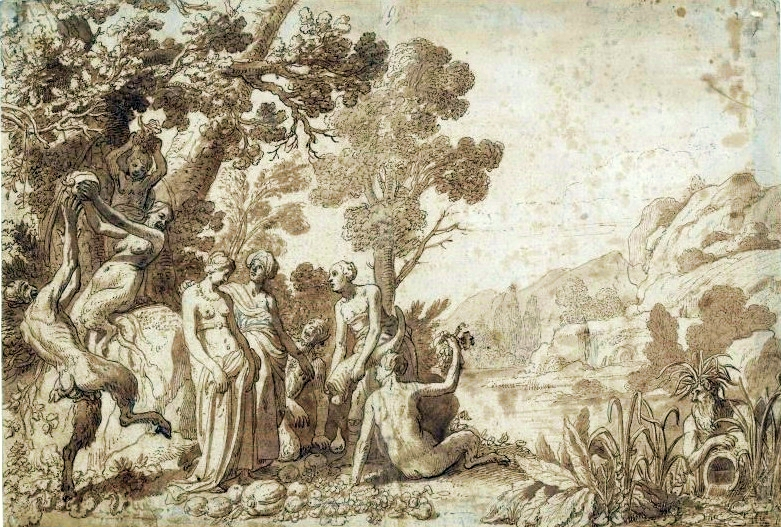
Bacchus et Ariane sur l'ile de Naxos (1624-1626) Musée national de Varsovie
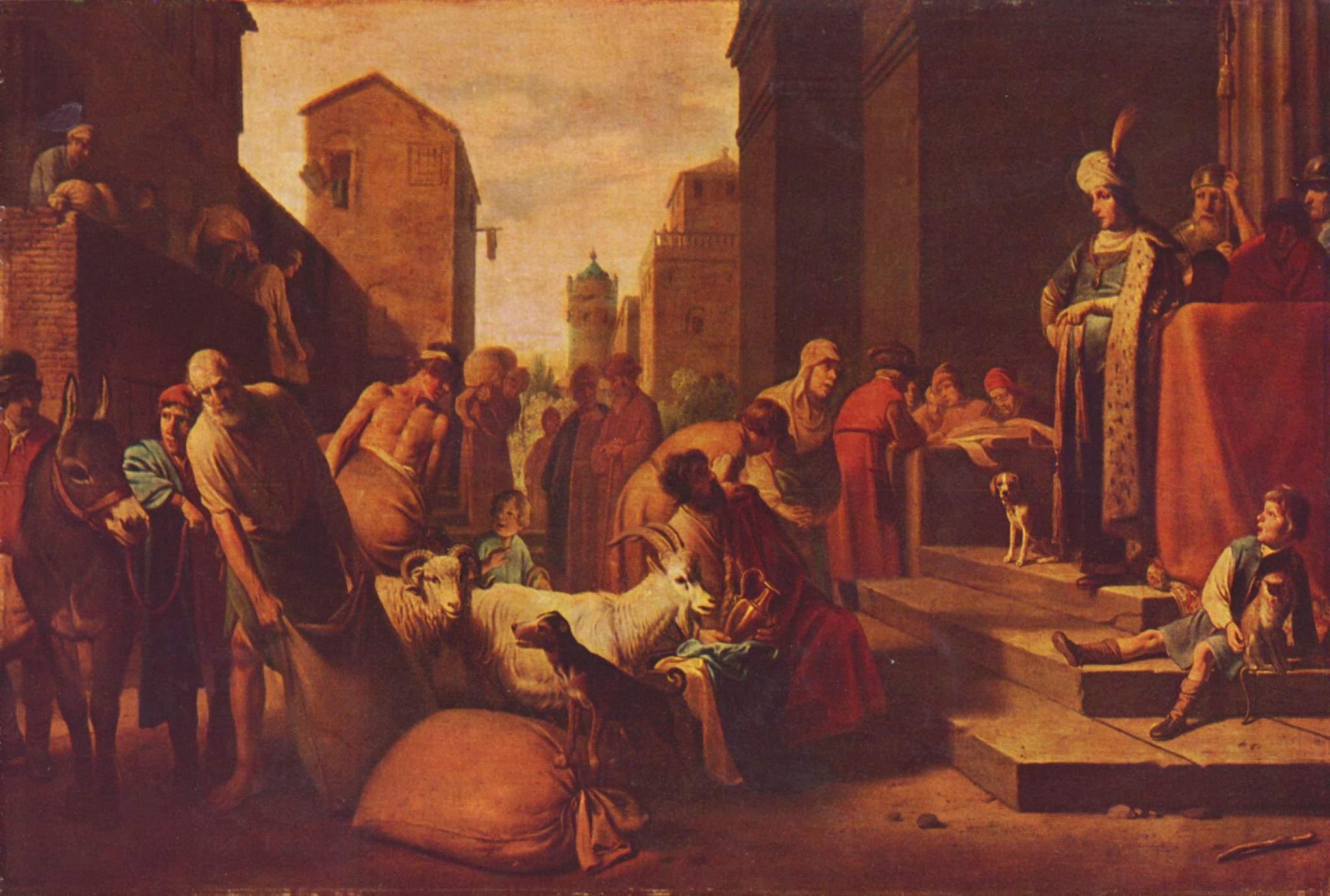
Joseph recevant ses frères avec la coupe d'argent (1633) Musée des beaux-arts de Budapest.
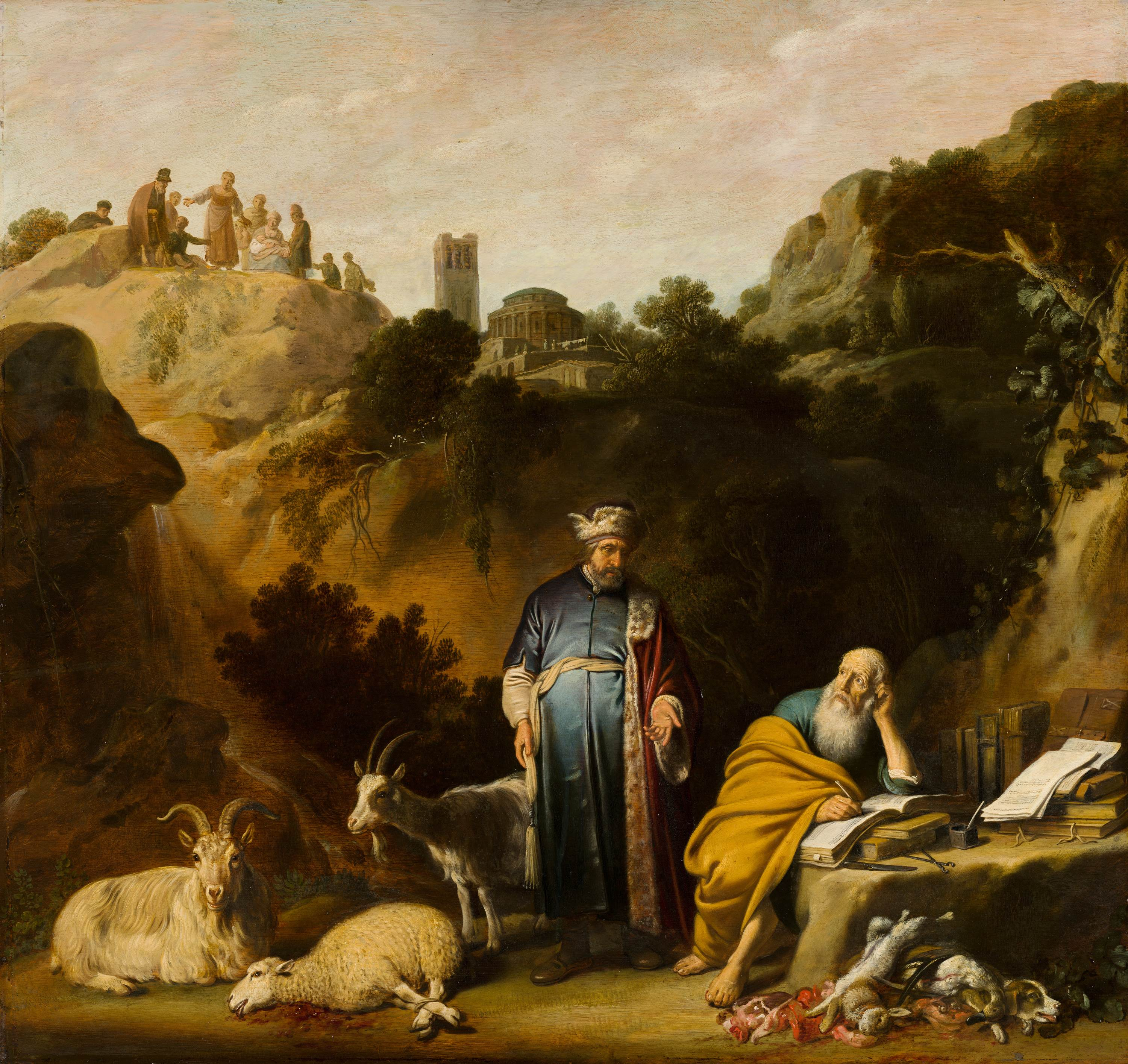
Hippocrate rend visite à Démocrite (1636) Mauritshuis